# Acceptance, Test Or Launch Language
Acceptance, test or launch language (ATOLL) је програмски језик развијен 60-их година од стране НАСЕ који је коришћен за проверу и лансирање Сатурн Ракета.